# 德米特羅夫站
德米特羅夫站（羅馬化：Dmitrovskaya）是莫斯科地鐵謝爾普霍夫－季米里亞澤夫線的一個車站，開通於1991年。站名來自於德米特羅夫城。在該站可換乘俄羅斯國鐵的列車。